# Uzbekistan na Mistrzostwach Świata w Lekkoatletyce 2022
Uzbekistan na Mistrzostwach Świata w Lekkoatletyce 2022 – reprezentacja Uzbekistanu podczas mistrzostw świata w Eugene liczyła 1 zawodnika występującego w 1 konkurencji.

## Skład reprezentacji

### Kobiety
| Zawodniczka        | Konkurencja | Kwalifikacje | Kwalifikacje | Finał | Finał   | Źródło      |
| Zawodniczka        | Konkurencja | Wynik        | Pozycja      | Wynik | Pozycja | Źródło      |
| ------------------ | ----------- | ------------ | ------------ | ----- | ------- | ----------- |
| Safina Sadullayeva | skok wzwyż  | 1,93         | 1. q         | 1,96  | 5.      | [ 1 ] [ 2 ] |